# 川上英二
川上 英二（かわかみ ひでじ、1951年 - ）は、日本の工学者。埼玉大学工学部教授を経て、現在、同大学地圏科学研究センター教授。専門は地震工学、防震防災。地震時のライフラインシステムの安全性・信頼性に関する研究をしており、他に、地震時の地盤ひずみ及び埋設構造物の挙動、地盤と土木構造物の連成振動に関する研究を行っている。

## 略歴
- 1974年　東京大学工学部卒業
- 1976年　東京大学大学院工学系研究科博士前期課程修了
- 1976年-1977年　コロンビア大学研究助手
- 1979年　東京大学大学院工学系研究科博士後期課程修了、工学博士
- 1979年　埼玉大学工学部助手
- 1987年　埼玉大学工学部助教授
- 1994年　埼玉大学工学部教授
- 2001年　埼玉大学地圏科学研究センター教授